# Xã South Branch, Quận Wexford, Michigan
Xã South Branch (tiếng Anh: South Branch Township) là một xã thuộc quận Wexford, tiểu bang Michigan, Hoa Kỳ. Năm 2010, dân số của xã này là 383 người.